# Philips Sport Vereniging 2023-2024
Questa voce raccoglie le informazioni riguardanti il Philips Sport Vereniging nelle competizioni ufficiali della stagione 2023-2024.

## Maglie e sponsor
| Casa | Trasferta |

## Rosa
Rosa aggiornata al 6 aprile 2024
| N. |                           | Ruolo | Calciatore              |
| -- | ------------------------- | ----- | ----------------------- |
| 1  | Argentina (bandiera)      | P     | Walter Benítez          |
| 2  | Paesi Bassi (bandiera)    | D     | Shurandy Sambo          |
| 3  | Paesi Bassi (bandiera)    | D     | Jordan Teze             |
| 4  | Paesi Bassi (bandiera)    | D     | Armando Obispo          |
| 5  | Brasile (bandiera)        | D     | André Ramalho           |
| 6  | Costa d'Avorio (bandiera) | C     | Ibrahim Sangaré         |
| 6  | Germania (bandiera)       | D     | Armel Bella-Kotchap     |
| 7  | Paesi Bassi (bandiera)    | A     | Noa Lang                |
| 8  | Stati Uniti (bandiera)    | A     | Sergiño Dest            |
| 9  | Paesi Bassi (bandiera)    | A     | Luuk de Jong (capitano) |
| 10 | Stati Uniti (bandiera)    | C     | Malik Tillman           |
| 11 | Belgio (bandiera)         | C     | Johan Bakayoko          |
| 14 | Stati Uniti (bandiera)    | A     | Ricardo Pepi            |
| 16 | Paesi Bassi (bandiera)    | P     | Joel Drommel            |
| 17 | Brasile (bandiera)        | C     | Mauro Júnior            |
| 18 | Francia (bandiera)        | D     | Olivier Boscagli        |

| N. |                        | Ruolo | Calciatore}         |
| -- | ---------------------- | ----- | ------------------- |
| 20 | Paesi Bassi (bandiera) | C     | Guus Til            |
| 21 | Paesi Bassi (bandiera) | C     | Anwar El Ghazi      |
| 22 | Paesi Bassi (bandiera) | C     | Jerdy Schouten      |
| 23 | Paesi Bassi (bandiera) | C     | Joey Veerman        |
| 24 | Paesi Bassi (bandiera) | P     | Boy Waterman        |
| 26 | Paesi Bassi (bandiera) | C     | Isaac Babadi        |
| 27 | Messico (bandiera)     | A     | Hirving Lozano      |
| 29 | Austria (bandiera)     | D     | Phillipp Mwene      |
| 30 | Paesi Bassi (bandiera) | D     | Patrick van Aanholt |
| 31 | Paesi Bassi (bandiera) | C     | Tygo Land           |
| 32 | Belgio (bandiera)      | A     | Yorbe Vertessen     |
| 34 | Marocco (bandiera)     | D     | Ismael Saibari      |
| 35 | Norvegia (bandiera)    | D     | Fredrik Oppegård    |
| 37 | Stati Uniti (bandiera) | C     | Richard Ledezma     |
| 38 | Paesi Bassi (bandiera) | A     | Jesper Uneken       |

## Calciomercato

### Sessione estiva
| Acquisti         | Acquisti            | Acquisti              | Acquisti                    |
| R.               | Nome                | da                    | Modalità                    |
| ---------------- | ------------------- | --------------------- | --------------------------- |
| A                | Hirving Lozano      | Napoli                | definitivo (15 milioni €)   |
| A                | Noa Lang            | Club Bruges           | definitivo (12,5 milioni €) |
| C                | Jerdy Schouten      | Bologna               | definitivo (12 milioni €)   |
| A                | Ricardo Pepi        | Augusta               | definitivo (11 milioni €)   |
| D                | Sergiño Dest        | Barcellona            | prestito                    |
| D                | Armel Bella-Kotchap | Southampton           | prestito                    |
| A                | Malik Tillman       | Bayern Monaco         | prestito (1 milione €)      |
| Altre operazioni |                     |                       |                             |
| R.               | Nome                | da                    | Modalità                    |
| A                | Yorbe Vertessen     | Union Saint-Gilloise  | fine prestito               |
| D                | Philipp Max         | Eintracht Francoforte | fine prestito               |
| D                | Timo Baumgartl      | Union Berlino         | fine prestito               |
| D                | Fredrik Oppegård    | Go Ahead Eagles       | fine prestito               |

| Cessioni         | Cessioni           | Cessioni              | Cessioni                   |
| R.               | Nome               | a                     | Modalità                   |
| ---------------- | ------------------ | --------------------- | -------------------------- |
| C                | Ibrahim Sangaré    | Nottingham Forest     | definitivo (35 milioni €)  |
| C                | Érick Gutiérrez    | Guadalajara           | definitivo (5,5 milioni €) |
| C                | Xavi Simons        | Paris Saint-Germain   | definitivo (4 milioni €)   |
| D                | Philipp Max        | Eintracht Francoforte | definitivo (1,9 milioni €) |
| D                | Timo Baumgartl     | Schalke 04            | gratuito                   |
| C                | Anwar El Ghazi     |                       | svincolato                 |
| Altre operazioni |                    |                       |                            |
| R.               | Nome               | da                    | Modalità                   |
| A                | Fábio Silva        | Wolverhampton         | fine prestito              |
| D                | Jarrad Branthwaite | Everton               | fine prestito              |
| C                | Thorgan Hazard     | Borussia Dortmund     | fine prestito              |
| A                | Sávio              | Troyes                | fine prestito              |

### Sessione invernale
| Acquisti         | Acquisti         | Acquisti         | Acquisti         |
| R.               | Nome             | da               | Modalità         |
| Altre operazioni | Altre operazioni | Altre operazioni | Altre operazioni |
| R.               | Nome             | da               | Modalità         |
| ---------------- | ---------------- | ---------------- | ---------------- |

| Cessioni         | Cessioni         | Cessioni        | Cessioni                    |
| R.               | Nome             | a               | Modalità                    |
| ---------------- | ---------------- | --------------- | --------------------------- |
| D                | Fredrik Oppegård | Heracles Almelo | prestito                    |
| A                | Yorbe Vertessen  | Union Berlino   | definitivo (4,75 milioni €) |
| Altre operazioni |                  |                 |                             |
| R.               | Nome             | da              | Modalità                    |
| A                | Jason van Duiven | Almere City     | prestito                    |

## Risultati

### Eredivisie

#### Girone di andata
| Arbitro: | Gözübüyük |

|                          |           |  |
| Lang 45+3’ Vertessen 77’ | Marcatori |  |

| Arbitro: | Nijhuis |

|                |           |                                          |
| Van Ginkel 19’ | Marcatori | 48’ Saibari 64’ Vertessen 70’ L. de Jong |

| Arbitro: | Nagtegaal |

|                             |           |  |
| L. de Jong 21’, 53’ Til 49’ | Marcatori |  |

| Arbitro: | Higler |

|  |           |                                                 |
|  | Marcatori | 44’ Veerman 53’ Lang 64’ L. de Jong 86’ Tillman |

| Arbitro: | Kooij |

|                                                     |           |  |
| L. de Jong 37’, 49’ (rig.) Lang 38’ Pepi 87’ (rig.) | Marcatori |  |

| Arbitro: | Bos |

|  |           |                                              |
|  | Marcatori | 26’ Til 42’ H. Lozano 66’ Veerman 90+3’ Pepi |

| Arbitro: | Lindhout |

|                                |           |                  |
| Lang 12’ Til 47’ Tillman 90+6’ | Marcatori | 76’ (rig.) Twigt |

| Arbitro: | Higler |

|  |           |                                                       |
|  | Marcatori | 51’ Tillman 59’ Bakayoko 80’ Vertessen 88’ L. de Jong |

| Arbitro: | Dieperink |

|                                  |           |                       |
| Til 19’ Ramalho 55’ Bakayoko 78’ | Marcatori | 90+4’ (rig.) Sierhuis |

| Arbitro: | Makkelie |

|                                                 |           |                                |
| Lozano 20’, 60’, 72’ L. de Jong 49’ Saibari 52’ | Marcatori | 10’ Van den Boomen 40’ Brobbey |

| Arbitro: | Kooij |

|  |           |                                                                             |
|  | Marcatori | 22’ (rig.) L. de Jong 44’ Schouten 65’ Tillman 69’ Ramalho 84’ Til 90’ Pepi |

| Arbitro: | Oostrom |

|                                              |           |  |
| Lozano 5’ Til 28’ L. de Jong 57’ Tillman 78’ | Marcatori |  |

| Arbitro: | Lindhout |

|  |           |                                               |
|  | Marcatori | 45+1’ Veerman 49’ (aut.) Propper 82’ Bakayoko |

| Arbitro: | Makkelie |

|             |           |                          |
| Giménez 81’ | Marcatori | 65’ Saibari 68’ Boscagli |

| Arbitro: | Nijhuis |

|                  |           |  |
| Til 33’ Pepi 78’ | Marcatori |  |

| Arbitro: | Higler |

|  |           |                                                |
|  | Marcatori | 9’ (rig.), 57’ L. de Jong 11’ Saibari 16’ Dest |

| Arbitro: | Nagtegaal |

|                          |           |                       |
| L. de Jong 13’, 17’, 69’ | Marcatori | 83’ Sanches Fernandes |

#### Girone di ritorno
| Arbitro: | Kooij |

|              |           |             |
| Boussaid 53’ | Marcatori | 7’ Bakayoko |

| Arbitro: | Dieperink |

|                            |           |  |
| L. de Jong 45’, 63’ (rig.) | Marcatori |  |

| Arbitro: | Gözübüyük |

|              |           |                |
| Berghuis 19’ | Marcatori | 34’ L. de Jong |

| Arbitro: | Van den kerkhof |

|                |           |                                                       |
| Teze 2’ (aut.) | Marcatori | 13’ Saibari 52’ Schouten 74’ Teze 79’ Pepi 84’ Babadi |

| Arbitro: | Oostrom |

|                             |           |  |
| L. de Jong 18’ Boscagli 56’ | Marcatori |  |

| Arbitro: | Bos |

|                  |           |                                                                    |
| E. Reijnders 41’ | Marcatori | 29’, 61’ Bakayoko 32’, 51’, 71’ L. de Jong 73’ (aut.) Lam 86’ Pepi |

| Arbitro: | Gözübüyük |

|                    |           |                        |
| Tillman 4’ Til 71’ | Marcatori | 22’ Minteh 61’ Giménez |

| Arbitro: | Makkelie |

|  |           |          |
|  | Marcatori | 10’ Dest |

| Arbitro: | Kooij |

|            |           |  |
| Pepi 90+6’ | Marcatori |  |

| Arbitro: | Nijhuis |

|                                      |           |              |
| Schöne 43’ (rig.) Sano 49’ S.Sow 63’ | Marcatori | 20’ Bakayoko |

| Arbitro: | van der Laan |

|  |           |                            |
|  | Marcatori | 58’ M. Júnior 62’ Bakayoko |

| Arbitro: | Higler |

|                                                          |           |              |
| Bakayoko 9’ L. de Jong 23’, 53’ Veerman 80’ Uneken 90+1’ | Marcatori | 58’ Paulidīs |

| Arbitro: | Manschot |

|                                                                       |           |  |
| L. de Jong 28’, 67’ Tillman 30’ Ramalho 37’ Bakayoko 53’ Lozano 90+2’ | Marcatori |  |

| Arbitro: | Makkelie |

|  |           |                                                                                     |
|  | Marcatori | 7’, 30’ Til 9’, 11’ Tillman 44’ Veerman 52’ Bakayoko 71’ L. de Jong 83’ Van Aanholt |

| Arbitro: | Higler |

|                                                      |           |                                |
| Bakari 19’ (aut.) Bakayoko 26’ Boscagli 67’ Teze 78’ | Marcatori | 8’ Metinho 29’ (aut.) Boscagli |

| Arbitro: | Van den Kerkhof |

|             |           |              |
| Córdoba 27’ | Marcatori | 72’ Schouten |

| Arbitro: | Makkelie |

|                                                 |           |              |
| L. de Jong 44’, 82’ (rig.) Lelieveld 86’ (aut.) | Marcatori | 16’ Margaret |

### KNVB beker
| Arbitro: | Gözübüyük |

|                                           |           |            |
| Vertessen 19’ L. de Jong 55’ Bakayoko 61’ | Marcatori | 68’ Ugalde |

| Arbitro: | Higler |

|               |           |  |
| Q. Timber 31’ | Marcatori |  |

### Johan Cruijff Schaal
| Arbitro: | Lindhout |

|  |           |          |
|  | Marcatori | 79’ Lang |

### UEFA Champions League

#### Terzo turno di qualificazione
| Arbitro: | Petrescu |

|                                           |           |               |
| Babadi 4’ L. de Jong 22’, 32’ Sangaré 73’ | Marcatori | 40’ Stanković |

| Arbitro: | Jovanović |

|            |           |                                            |
| Bøving 26’ | Marcatori | 32’ Veerman 40’ L. de Jong 85’ (rig.) Pepi |

#### Spareggi
| Arbitro: | Turpin |

|                      |           |                            |
| Sima 45’ Matondo 76’ | Marcatori | 61’ Sangaré 80’ L. de Jong |

| Arbitro: | Sanchez |

|                                                                |           |               |
| Saibari 35’, 53’ L. de Jong 66’ Veerman 78’ Goldson 81’ (aut.) | Marcatori | 64’ Tavernier |

#### Fase a gironi
| Arbitro: | Zwayer |

|                                             |           |  |
| Saka 8’ Trossard 20’ Jesus 38’ Ødegaard 70’ | Marcatori |  |

| Arbitro: | Orsato |

|                                  |           |                          |
| L. de Jong 86’ (rig.) Teze 90+5’ | Marcatori | 14’ Gudelj 87’ En-Nesyri |

| Arbitro: | Petrescu |

|          |           |              |
| Wahi 65’ | Marcatori | 55’ Bakayoko |

| Arbitro: | Siebert |

|                |           |  |
| L. de Jong 12’ | Marcatori |  |

| Arbitro: | Massa |

|                         |           |                                          |
| Ramos 29’ En-Nesyri 47’ | Marcatori | 68’ Saibari 81’ (aut.) Gudelj 90+2’ Pepi |

| Arbitro: | Stieler |

|               |           |             |
| Vertessen 50’ | Marcatori | 42’ Nketiah |

#### Fase a eliminazione diretta

##### Ottavi di finale
| Arbitro: | Srđan Jovanović |

|                       |           |           |
| L. de Jong 56’ (rig.) | Marcatori | 24’ Malen |

| Arbitro: | Orsato |

|                      |           |  |
| Sancho 3’ Reus 90+5’ | Marcatori |  |

## Statistiche finali
| Competizione         | Punti | In casa | In casa | In casa | In casa | In casa | In casa | In trasferta | In trasferta | In trasferta | In trasferta | In trasferta | In trasferta | Totale | Totale | Totale | Totale | Totale | Totale | DR  |
| Competizione         | Punti | G       | V       | N       | P       | Gf      | Gs      | G            | V            | N            | P            | Gf           | Gs           | G      | V      | N      | P      | Gf     | Gs     | DR  |
| -------------------- | ----- | ------- | ------- | ------- | ------- | ------- | ------- | ------------ | ------------ | ------------ | ------------ | ------------ | ------------ | ------ | ------ | ------ | ------ | ------ | ------ | --- |
| Eredivisie           | 91    | 17      | 16      | 1       | 0       | 54      | 11      | 17           | 13           | 3            | 1            | 57           | 10           | 34     | 29     | 4      | 1      | 111    | 21     | +90 |
| KNVB beker           | [ 5 ] | 1       | 1       | 0       | 0       | 3       | 1       | 1            | 0            | 0            | 1            | 0            | 1            | 2      | 1      | 0      | 1      | 3      | 2      | +1  |
| Johan Cruijff Schaal | [ 6 ] | -       | -       | -       | -       | -       | -       | 1            | 1            | 0            | 0            | 1            | 0            | 1      | 1      | 0      | 0      | 1      | 0      | +1  |
| Champions League     | 9     | 6       | 3       | 3       | 0       | 14      | 6       | 6            | 2            | 2            | 2            | 9            | 12           | 12     | 5      | 5      | 2      | 23     | 18     | +5  |
| Totale               | -     | 24      | 20      | 4       | 0       | 71      | 18      | 25           | 16           | 5            | 4            | 67           | 23           | 49     | 36     | 9      | 4      | 138    | 41     | +97 |

### Andamento in campionato
| Giornata  | 1 | 2 | 3 | 4 | 5 | 6 | 7 | 8 | 9 | 10 | 11 | 12 | 13 | 14 | 15 | 16 | 17 | 18 | 19 | 20 | 21 | 22 | 23 | 24 | 25 | 26 | 27 | 28 | 29 | 30 | 31 | 32 | 33 | 34 |
| --------- | - | - | - | - | - | - | - | - | - | -- | -- | -- | -- | -- | -- | -- | -- | -- | -- | -- | -- | -- | -- | -- | -- | -- | -- | -- | -- | -- | -- | -- | -- | -- |
| Luogo     | C | T | C | T | C | T | C | T | C | C  | T  | C  | T  | T  | C  | T  | C  | T  | C  | T  | T  | C  | T  | C  | T  | C  | T  | T  | C  | C  | T  | C  | T  | C  |
| Risultato | V | V | V | V | V | V | V | V | V | V  | V  | V  | V  | V  | V  | V  | V  | N  | V  | N  | V  | V  | V  | N  | V  | V  | P  | V  | V  | V  | V  | V  | N  | V  |
| Posizione | 5 | 3 | 1 | 1 | 1 | 1 | 1 | 1 | 1 | 1  | 1  | 1  | 1  | 1  | 1  | 1  | 1  | 1  | 1  | 1  | 1  | 1  | 1  | 1  | 1  | 1  | 1  | 1  | 1  | 1  | 1  | 1  | 1  | 1  |

Legenda:

Luogo: C = Casa; T = Trasferta. Risultato: V = Vittoria; N = Pareggio; P = Sconfitta.

### Statistiche individuali
| Giocatore        | Eredivisie | Eredivisie | Eredivisie  | Eredivisie | KNVB beker | KNVB beker | KNVB beker  | KNVB beker | Supercoppa olandese | Supercoppa olandese | Supercoppa olandese | Supercoppa olandese | Champions League | Champions League | Champions League | Champions League | Totale   | Totale | Totale      | Totale     |
| Giocatore        | Presenze   | Reti       | Ammonizioni | Espulsioni | Presenze   | Reti       | Ammonizioni | Espulsioni | Presenze            | Reti                | Ammonizioni         | Espulsioni          | Presenze         | Reti             | Ammonizioni      | Espulsioni       | Presenze | Reti   | Ammonizioni | Espulsioni |
| ---------------- | ---------- | ---------- | ----------- | ---------- | ---------- | ---------- | ----------- | ---------- | ------------------- | ------------------- | ------------------- | ------------------- | ---------------- | ---------------- | ---------------- | ---------------- | -------- | ------ | ----------- | ---------- |
| I. Babadi        | 16         | 1          | 1           | 0          | 0          | 0          | 0           | 0          | 1                   | 0                   | 0                   | 0                   | 5                | 1                | 0                | 0                | 22       | 2      | 1           | 0          |
| J. Bakayoko      | 33         | 12         | 1           | 0          | 2          | 1          | 0           | 0          | 1                   | 0                   | 1                   | 0                   | 12               | 1                | 0                | 0                | 48       | 14     | 2           | 0          |
| A. Bella-Kotchap | 4          | 0          | 0           | 0          | 0          | 0          | 0           | 0          | 0                   | 0                   | 0                   | 0                   | 2                | 0                | 0                | 0                | 6        | 0      | 0           | 0          |
| W. Benítez       | 33         | -20        | 0           | 0          | 0          | 0          | 0           | 0          | 1                   | 0                   | 0                   | 0                   | 12               | -18              | 0                | 0                | 46       | -38    | 0           | 0          |
| O. Boscagli      | 33         | 3          | 3           | 0          | 2          | 0          | 0           | 0          | 1                   | 0                   | 0                   | 0                   | 11               | 0                | 2                | 0                | 47       | 3      | 5           | 0          |
| L. De Jong       | 34         | 29         | 3           | 0          | 2          | 1          | 0           | 0          | 1                   | 0                   | 0                   | 0                   | 11               | 8                | 1                | 0                | 48       | 38     | 4           | 0          |
| S. Dest          | 25         | 2          | 1           | 0          | 2          | 0          | 0           | 0          | 1                   | 0                   | 0                   | 0                   | 9                | 0                | 0                | 0                | 37       | 2      | 1           | 0          |
| J. Drommel       | 1          | -1         | 0           | 0          | 2          | -2         | 0           | 0          | 0                   | 0                   | 0                   | 0                   | 0                | 0                | 0                | 0                | 3        | -3     | 0           | 0          |
| A. El Ghazi      | 1          | 0          | 0           | 0          | 0          | 0          | 0           | 0          | 1                   | 0                   | 0                   | 0                   | 1                | 0                | 0                | 0                | 3        | 0      | 0           | 0          |
| M. Júnior        | 16         | 1          | 0           | 0          | 2          | 0          | 0           | 0          | 0                   | 0                   | 0                   | 0                   | 3                | 0                | 0                | 0                | 21       | 1      | 0           | 0          |
| T. Land          | 3          | 0          | 0           | 0          | 0          | 0          | 0           | 0          | 0                   | 0                   | 0                   | 0                   | 0                | 0                | 0                | 0                | 3        | 0      | 0           | 0          |
| N. Lang          | 11         | 4          | 0           | 0          | 2          | 0          | 1           | 0          | 1                   | 1                   | 1                   | 0                   | 5                | 0                | 0                | 0                | 19       | 5      | 2           | 0          |
| R. Ledezma       | 1          | 0          | 0           | 0          | 0          | 0          | 0           | 0          | 0                   | 0                   | 0                   | 0                   | 0                | 0                | 0                | 0                | 1        | 0      | 0           | 0          |
| H. Lozano        | 24         | 6          | 2           | 0          | 2          | 0          | 0           | 0          | 0                   | 0                   | 0                   | 0                   | 7                | 0                | 4                | 0                | 33       | 6      | 6           | 0          |
| A. Obispo        | 9          | 0          | 2           | 1          | 0          | 0          | 0           | 0          | 0                   | 0                   | 0                   | 0                   | 2                | 0                | 0                | 0                | 11       | 0      | 2           | 1          |
| F. Oppegård      | 0          | 0          | 0           | 0          | 0          | 0          | 0           | 0          | 0                   | 0                   | 0                   | 0                   | 1                | 0                | 0                | 0                | 1        | 0      | 0           | 0          |
| R. Pepi          | 27         | 7          | 2           | 0          | 2          | 0          | 0           | 0          | 1                   | 0                   | 0                   | 0                   | 10               | 2                | 0                | 0                | 40       | 9      | 2           | 0          |
| A. Ramalho       | 33         | 3          | 5           | 0          | 2          | 0          | 0           | 0          | 1                   | 0                   | 0                   | 0                   | 10               | 0                | 2                | 0                | 46       | 3      | 7           | 0          |
| I. Saibari       | 19         | 5          | 1           | 0          | 0          | 0          | 0           | 0          | 1                   | 0                   | 0                   | 0                   | 11               | 3                | 0                | 0                | 31       | 8      | 1           | 0          |
| S. Sambo         | 11         | 0          | 0           | 0          | 0          | 0          | 0           | 0          | 0                   | 0                   | 0                   | 0                   | 3                | 0                | 1                | 0                | 14       | 0      | 1           | 0          |
| I. Sangaré       | 2          | 0          | 0           | 0          | 0          | 0          | 0           | 0          | 1                   | 0                   | 0                   | 0                   | 4                | 2                | 0                | 0                | 7        | 2      | 0           | 0          |
| J. Schouten      | 29         | 3          | 2           | 0          | 2          | 0          | 1           | 0          | 0                   | 0                   | 0                   | 0                   | 9                | 0                | 1                | 0                | 40       | 3      | 4           | 0          |
| J. Teze          | 30         | 2          | 4           | 0          | 2          | 0          | 1           | 0          | 1                   | 0                   | 0                   | 0                   | 12               | 1                | 0                | 0                | 45       | 3      | 5           | 0          |
| G. Til           | 30         | 10         | 0           | 0          | 2          | 0          | 1           | 0          | 0                   | 0                   | 0                   | 0                   | 8                | 0                | 0                | 0                | 40       | 10     | 1           | 0          |
| M. Tillman       | 28         | 9          | 2           | 0          | 2          | 0          | 0           | 0          | 0                   | 0                   | 0                   | 0                   | 9                | 0                | 2                | 0                | 39       | 9      | 4           | 0          |
| J. Uneken        | 1          | 1          | 0           | 0          | 0          | 0          | 0           | 0          | 1                   | 0                   | 0                   | 0                   | 0                | 0                | 0                | 0                | 2        | 1      | 0           | 0          |
| P. Van Aanholt   | 24         | 1          | 0           | 0          | 2          | 0          | 0           | 0          | 1                   | 0                   | 0                   | 0                   | 4                | 0                | 0                | 0                | 31       | 1      | 0           | 0          |
| J. Veerman       | 29         | 5          | 1           | 0          | 0          | 0          | 0           | 0          | 1                   | 0                   | 1                   | 0                   | 11               | 2                | 1                | 0                | 41       | 7      | 3           | 0          |
| Y. Vertessen     | 16         | 3          | 0           | 0          | 2          | 1          | 0           | 0          | 1                   | 0                   | 0                   | 0                   | 9                | 1                | 1                | 0                | 28       | 5      | 1           | 0          |
| B. Waterman      | 1          | -0         | 0           | 0          | 0          | -0         | 0           | 0          | 0                   | -0                  | 0                   | 0                   | 0                | -0               | 0                | 0                | 1        | -0     | 0           | 0          |